# Ainigma
Ainigma war eine deutsche Rockband aus Garmisch-Partenkirchen, die in der ersten Hälfte der 1970er Jahre aktiv war. Ihr Kern bestand aus den Musikern Willy (Gesang und Orgel) und Michael Klüter (Schlagzeug) sowie Wolfgang Netzer (Gitarre, Bass).

## Geschichte
Die Bandmitglieder Michael Klüter und Wolfgang Netzer waren gerade 15, Willy Klüter 17 Jahre alt, als Ainigma 1973 die Langspielplatte Diluvium im Pfarrsaal von Garmisch aufnahmen und als Privatpressung auf dem Arc-Label veröffentlichten. Sie wird heute als Rarität angesehen; der jpc-Onlinekatalog nennt sie „eines der meistgesuchten Sammlerstücke in Deutschland“ und im Plattensammler-Magazin Oldie-Markt wurde ihr Wert im August 2013 mit 338,40 Euro angegeben. Discogs, eine kostenlose, von Mitgliedern aufgebaute US-amerikanische Online-Datenbank für Diskografien, nannte im Juli 2021 einen erzielten Verkaufspreis von $ 3.000. Das Album wurde später von Little Wing of Refugees und Amber Soundroom, 2006 auf dem Label Garden of Delight auch auf Compact Disc wiederveröffentlicht. Die Ideen zu den Musikstücken hatte Willy Klüter, der später als Produzent und Komponist von Schlagern und volkstümlicher Musik erfolgreich wurde.

## Stil
Ainigma spielte überwiegend von britischen Rockbands wie Atomic Rooster beeinflussten Krautrock, der Elemente von Blues, Psychedelic und Progressive Rock vermengte.
Ragazzi – Website für erregende Musik beschreibt den Sound der Band als „[...] dreckig und [er] klingt schwer nach Garage. Die Keyboards röhren, die Gitarre hat fetten, harten Klang und das laut abgemixte Schlagzeug wird schön kraftvoll gespielt. [...] Der (billige) Garagesound [...] hat vor allem in den längeren Instrumentalparts Schwächen, aber gerade diese Macken sind charmant.“

## Diskografie
- 1973: Diluvium (Album)

## Nachweise
1. ↑  Diluvium-CD bei jpc
2. ↑  Flashback 4, Oldie-Markt 8/13, Nr. 397, August 2013; New Media Verlag, Nürnberg
3. ↑  Top 30 Most Expensive Items Sold on Discogs in July 2021. 8. September 2021, abgerufen am 10. September 2021 (amerikanisches Englisch).
4. ↑  Diluvium bei Progarchives.com
5. ↑  VM: Ainigma "Dilivium" (ARC/Ainigma 1973, Garden of Delights 2006), auf Ragazzi-Music.de